# Blaberus
Genre
Le genre Blaberus est représenté par de grandes espèces de blattes. Elles vivent en forêt où le jour, elles se cachent sous les feuilles et branchages tombés au sol. Comme toutes les blattes elles sont lucifuges.
Blattes omnivores, elles se nourrissent principalement de feuilles, fruits, détritus, cadavres d'insectes morts et pratiquent parfois le cannibalisme quand elles sont en trop grand nombre dans un endroit restreint, surtout lors des mues. 
Certaines volent comme Blaberus giganteus, tandis que les autres sont trop lourdes ou leurs surfaces d'ailes trop petites.

## Liste d'espèces
19 espèces valides selon BioLib (24 mars 2018) :
- Blaberus affinis Jurberg, Albuquerque, Rebordoes, Goncalves & Felip, 1977
- Blaberus anisitsi Brancsik, 1898
- Blaberus asellus (Thunberg, 1826)
- Blaberus atropos (Stoll, 1813)
- Blaberus boliviensis Princis, 1946
- Blaberus brasilianus Saussure, 1864
- Blaberus colosseus (Illiger, 1801)
- Blaberus craniifer Burmeister, 1838
- Blaberus discoidalis Serville, 1839
- Blaberus duckei Jurberg, Albuquerque, Rebordoes, Goncalves & Felip, 1977
- Blaberus fusiformis Walker, 1868
- Blaberus giganteus (Linnaeus, 1758)
- Blaberus latissimus (Herbst, 1786)
- Blaberus matogrossensis Rocha e Silva & Aguiar, 1977
- Blaberus minor Saussure, 1864
- Blaberus parabolicus Walker, 1868
- Blaberus paulistanus Lopes & de Oliveira, 2000
- Blaberus peruvianus Jurberg, Albuquerque, Rebordoes, Goncalves & Felip, 1977
- Blaberus scutatus Saussure & Zehntner, 1894

## Note taxonomique
- Bien que très populaire l'appellation Blaberus fusca (ou fuscus) Brunner von Wattenwyl, 1865, est une synonymie de Blaberus craniifer Burmeister, 1838 ; Blaberus fusca étant un taxon junior, il est donc non valide.